# Willem Glasbergen
Willem Glasbergen, né le 24 juillet 1923 et mort le 1er avril 1979, est un archéologue néerlandais, dont les recherches ont porté principalement sur l'archéologie des Pays-Bas, de l'Âge du bronze au Moyen Âge.

## Carrière
Willem Glasbergen a été professeur d'archéologie à l'université d'Amsterdam.

## Travaux
Les restes de la dépouille de Florent le Noir, avec d'autres membres de la famille de Florent V de Hollande, ont été mis au jour en 1949 lors d'une fouille conduite par le professeur Willem Glasbergen sur les terres de l'ancienne abbaye de Rijnsburg, aux Pays-Bas.

## Culture d'Hilversum
Willem Glasbergen est le découvreur de la culture d'Hilversum, une culture archéologique de l'Âge du bronze ancien et moyen, qui s'est développée dans le sud des Pays-Bas, en Belgique, et jusque dans la région des Hauts-de-France,. Elle est datée de 1870 à 1050 av. J.-C.,,. Elle est associée à la culture du Wessex, connue dans le Sud de l'Angleterre durant la même période.
La chronologie de cette culture a été établie par Glasbergen dans les années 1950. Cette chronologie a été ultérieurement complétée par la dénomination HVS-1 / HVS-2 / HVS-3 par T. Anscher en 1990.
Les tumulus du site du Toterfout (nl) ont été découverts puis fouillés en 1954-1955 par Willem Glasbergen.

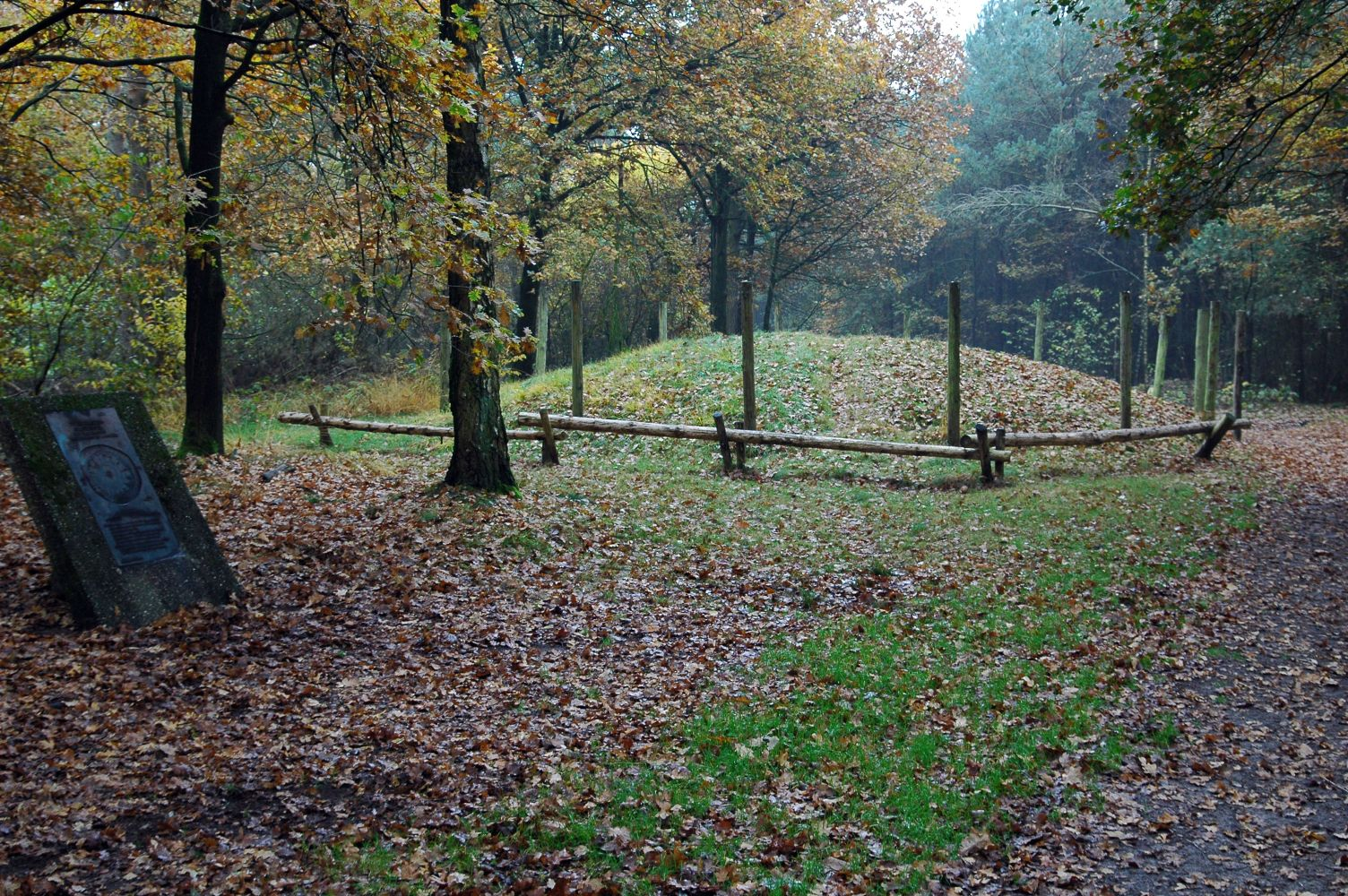
Tumulus mis au jour au hameau de Toterfout.
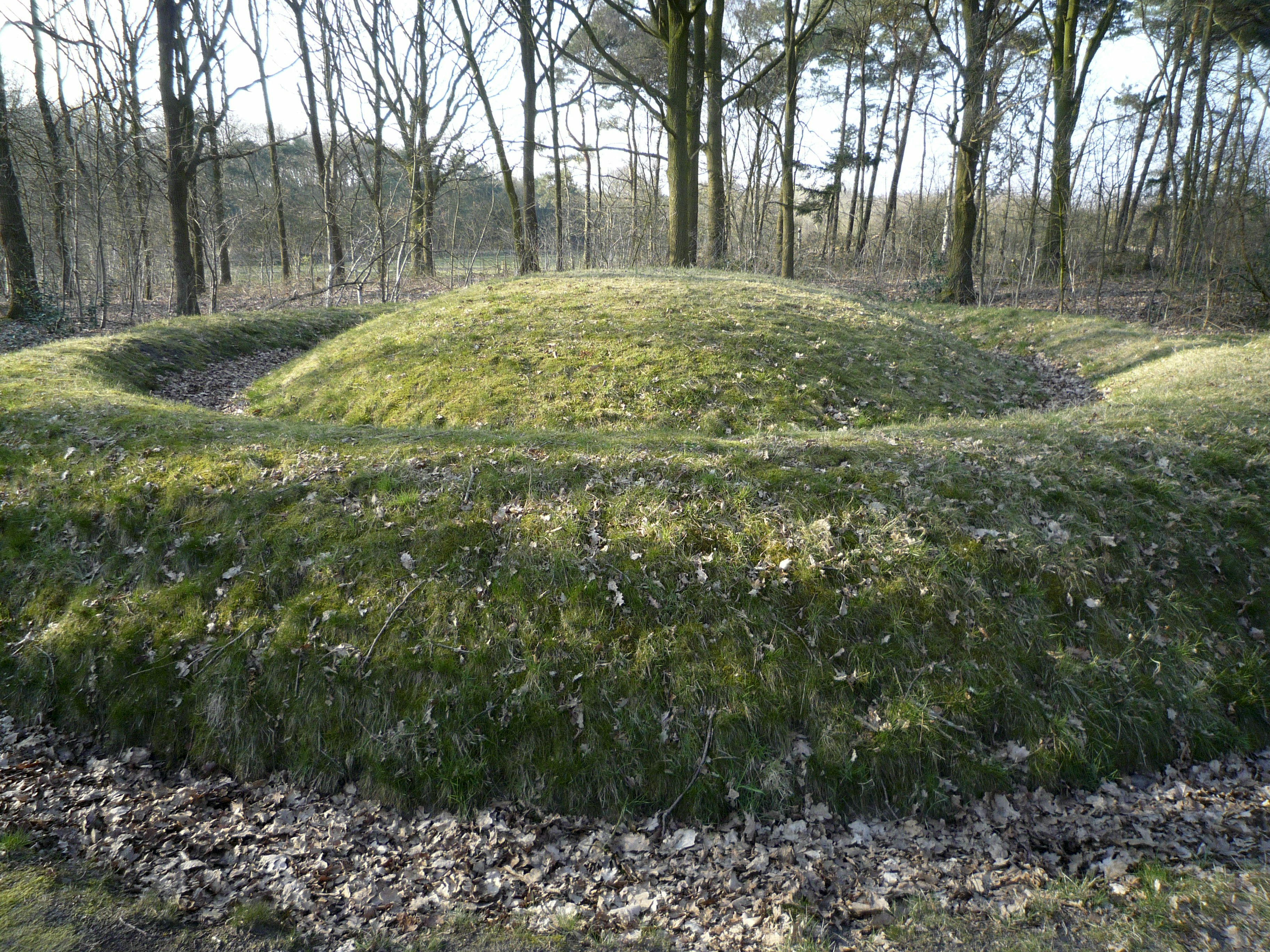
Tumulus mis en évidence au hameau de Toterfout.
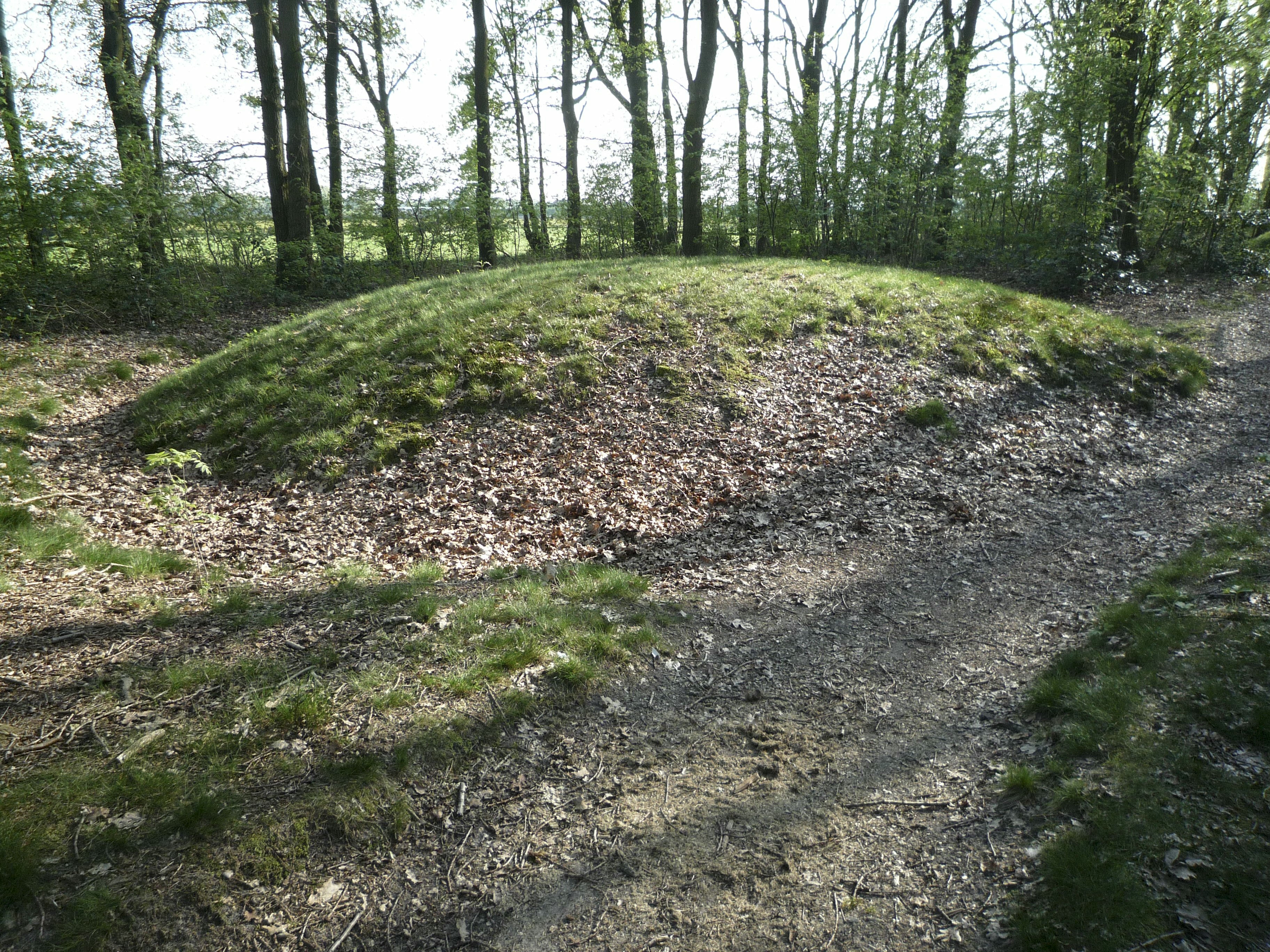
Tumulus numéro 1a au hameau de Toterfout.
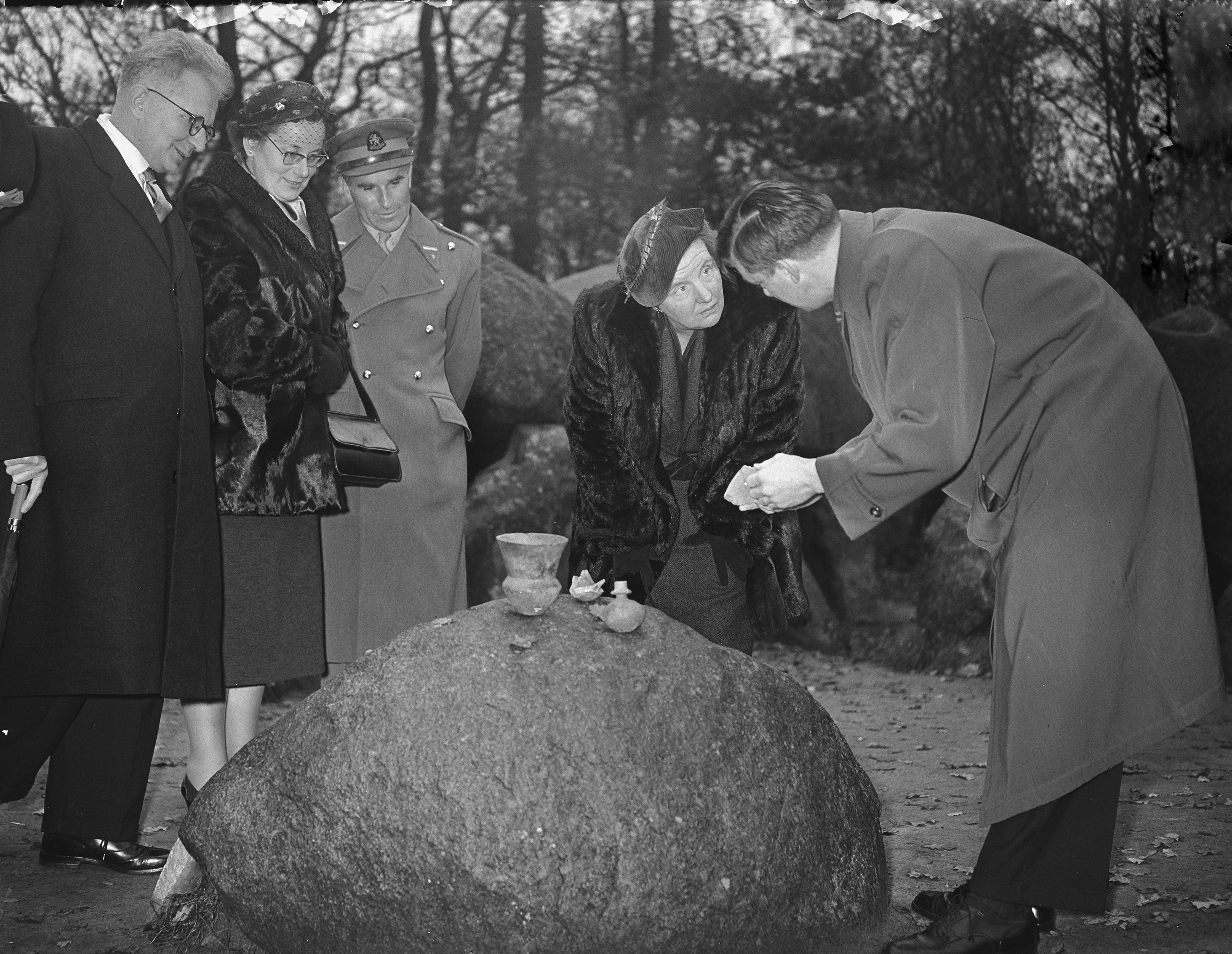
Glasbergen parlant à la reine Juliana près du dolmen D27 à Borger en 1955.

## Organismes et associations
Willem Glasbergen était membre de l'Académie royale néerlandaise des arts et des sciences.

## Publications
- (nl) Van Giffen A. E. et Glasbergen Willem, De Opgravingen in Nederland in 1949, L'Antiquité classique, t. 19, n° fascicule 2, 1950, p.427-436, DOI 10.3406/antiq.1950.2925, 1950
- (en) Willem Glasbergen et Stuart Piggott, « Barrow Excavations in the Eight Béatitudes : The Bronze Age Cemetery between Toterfout and Halve Mijl, North Brabant », The Antiquaries Journal, Society of Antiquaries of London, vol. 35, nos 3-4,‎ octobre 1955, p. 235-237 (DOI 10.1017/S0003581500041883, lire en ligne)
- (en) Glasbergen Willem et Groenman W., van Waateringe - The pre-Flavian Garrisons of Valkenburg Z.H., fabriculae and bipartite barracks, Amsterdam / London, 1974